# HD星表
HD星表（The Henry Draper Catalogue，缩写为HD，亨利·德雷伯星表）是世界上第一个收录恒星光谱的大型星表，由哈佛大学天文台编纂。首版在1918年至1924年间出版，它给出了225,300颗恒星的光谱分类，涵盖了全天最暗达到照相星等为9等的恒星（大部分是北天的恒星），历元为1900.0。最初的HD星表包含的星主要是亮于9等的星，随后的增版增加了在某些天区的暗星。HD星表的构建对恒星光谱分类起先锋作用，它的星名广泛应用于辨别恒星。
| 塞基分類 | 德雷伯分類          | 备注                    |
| -------- | ------------------- | ----------------------- |
| I        | A, B, C, D          | 氢线占主导地位。        |
| II       | E, F, G, H, I, K, L |                         |
| III      | M                   |                         |
| IV       | N                   | 没有出现在目录中。      |
| —        | O                   | 含沃尔夫 - 拉叶星亮线。 |
| —        | P                   | 行星状星云。            |
| —        | Q                   | 其他光谱。              |

这项计划最初是由哈佛天文台台长爱德华·皮克林发起的，1919年皮克林去世后，天文学家安妮·坎农、威廉敏娜·弗萊明等人继续主持编纂工作。由于美国天文学家亨利·德雷伯的遗孀Anna Mary Palmer资助了这个计划，因此命名为亨利·德雷伯星表。该星表出版以后，将恒星分为O、B、A、F、G、K、M等类型的分类法被天文学界广泛接受，称为“哈佛分类法”。
之后HD星表增加了特定天区更暗的恒星。出版于1925到1936年间的HD星表补编（the Henry Draper Extension，缩写为HDE，亨利·德雷伯扩充星表）多给出了46,850颗恒星的光谱分类；在1937至1949年间出版的HD星表补编表（the Henry Draper Extension Charts，HDEC）又增加了86,933颗恒星的分类。至此HD星表总共记录了359,083颗恒星。